# ناحیه‌های سوئد
ناحیه‌های سوئد (به سوئدی: Riksområden) که تشکیل شده از ۸ منطقه تقسیم شده در سوئد است که برای مقاصد آماری توسط اتحادیه اروپا به وجود آمد.

## تقسیمات
۸ ناحیه که شامل ۲۱ استان می‌شوند و استان استکهلم به تنهایی یک ناحیه را تشکیل می‌دهد.
| نقشه                   | ناحیه‌ها | ناحیه‌ها             | ناحیه‌ها      | ناحیه‌ها      | ناحیه‌ها |
|                        | نام     | کد                  | نام به سوئدی | بزرگترین شهر | نقشه    |
| ---------------------- | ------- | ------------------- | ------------ | ------------ | ------- |
| NUTS2 codes for Sweden |         |                     |              |              |         |
| استکهلم                | SE01    | Stockholm           | استکهلم      |              |         |
| سوئد میانه شرقی        | SE02    | Östra Mellansverige | اوپسالا      |              |         |
| سوئد جنوبی             | SE04    | Sydsverige          | مالمو        |              |         |
| سوئد میانه شمالی       | SE06    | Norra Mellansverige | گافل         |              |         |
| نورلاند میانه          | SE07    | Mellersta Norrland  | ساندسوال     |              |         |
| نورلاند بالا           | SE08    | Övre Norrland       | اومآ         |              |         |
| اسملاند و جزیره‌ها      | SE09    | Småland med Öarna   | یونشوپینگ    |              |         |
| سوئد غربی              | SE0A    | Västsverige         | گوتنبورگ     |              |         |